# سیارک ۸۴۳۳
سیارک ۸۴۳۳ (به انگلیسی: 8433 Brachyrhynchus، نامگذاری:2561P-L) هشت هزار و چهارصد و سی و سومین سیارک کشف شده‌است که در ۲۴ سپتامبر ۱۹۶۰ کشف شد.
قدر مطلق سیارک برابر ۱۳٫۲۰ است.